# West Cowick
West Cowick – wieś w Anglii, w hrabstwie East Riding of Yorkshire. Leży 46 km na zachód od miasta Hull i 250 km na północ od Londynu.